# 京都へおこしやす!
『京都へおこしやす!』（きょうとへおこしやす）は、毎日放送（MBSテレビ）の制作で2008年1月7日から2008年2月29日までTBS系「ドラマ30」（月 - 金 午後1時30分 (JST) - 午後2時 (JST) ）枠で全40話放送された昼ドラマ。
ドラマ30枠で1月改編期、並びに年明けにあわせての新番組は今回が初（MBS制作分では唯一）となった。

## ドラマの概要
京都の花街に生きる老舗茶屋のお母さんを中心に、物語は人情コメディーをベースに舞妓や芸妓などと人間模様を描いていく。また、今回は「いちげんさんお断り」の花街の世界が覗けるところや、これまで、同枠『いのちの現場から』シリーズで9作・15年通して看護師長（＝総婦長,看護部長etc.）を演じてきた中村玉緒が白衣から着物に替え、標準語から出身の京都弁を駆使するのもみどころである。大路恵美も関西（兵庫県加古川市）出身であり、京都弁を駆使している。
第一週と第二週の本編の終わりに、（一部例外もあるが、）京都名産の視聴者プレゼントが用意されていた。これはインターネットでは応募できず、はがきでの応募に限られていた。
「水嶋」にやってくるお客役として吉本興業所属の人物がゲスト出演している。

## キャスト・登場人物

### 水嶋の人物
花村雪乃 - 中村玉緒
元は、花街一の芸妓だった京都の老舗茶屋「水嶋」の女将さん。
花村彩乃 - 大路恵美
雪乃と黒木の実の娘で売れっ子芸妓。透と交際中。
水嶋玲子 - 中島ひろ子
先代「水嶋」女将の実子。芸妓にはならず自宅の一角に「水嶋医院」を開き医師をしている。
田村みちる（ふく乃） - 松山愛里
東京からやってきたギャル系家出娘。彩乃に惚れて芸妓をめざすため「水嶋」の仕込み見習いとなる。本編の語り部も担当。家出した理由は、母の再婚相手との不仲が原因とされている。
菊乃 - 榎園実穂
「水嶋」の舞妓。東北地方出身で、素になると方言で話す。
いち乃 - 渡辺瞳
見習い時代は美樹（みき）と呼ばれていた。しかし舞妓となって見世出し（舞妓デビュー）直後に逃走する。
鶴千代 - 松村康世
かつて「水嶋」に所属していた雪乃の姉さん分の芸妓で、かすみの母。自殺して故人と思われたが借金逃れの本人による偽装で実は生きていた。
（水嶋）小蝶
先代「水嶋」の女将・玲子の母で現在は故人。胡蝶の亡き後、雪乃が玲子を育てる。遺影のみの登場。

### その他の人物
蔵田透 - 鳥羽潤
蔵田呉服のデザイナーで、一人息子。彩乃と交際中。いつも寝癖が立っているが彩乃はそれを気に入っている。
蔵田一恵 - 宮田圭子
蔵田呉服の社長にして透の母。透を溺愛している。雪乃とは対立関係にある。
寺澤 - 芦屋小雁
京都振興財団の会長。
梅原かすみ - 小沢真珠
京都振興財団の理事。母が元「水嶋」の芸妓だったことから雪乃とは浅からぬ因縁がある。また、透の個展をバックアップするとの名目で透に急接近する。
石田竜介 - 鴈龍太郎
仕出屋「いしだ」の若旦那。玲子に密かな恋心を抱いているようだ。
笠井洋一 - 中岡優介
「いしだ」の板前。いち乃と駆け落ちしたとされている。
片桐文雄 - 川上祐
「いしだ」の新人の板前。
大川医師 - 西園寺章雄
黒木信介 - 田村亮
雪乃の芸妓時代の恋人。ニューヨーク住まいから30年ぶりに帰国。雪乃のほかにかすみ（の母=鶴千代）や一恵にも因縁があり、ドラマ一番のキーパーソン。
田村和美 - 小林幸子（特別出演）
みちるの母親。みちるには表向きは厳しいが、影では暖かく見守る。
東国原英夫 - 東国原英夫（本人役）
言わずと知れた第17代宮崎県知事。「水嶋」へ宮崎の特産物をお土産に挨拶に行く（なお、お土産は実際に視聴者へのプレゼントとなった）。「水嶋」へは知事になる前にも来たことがあった。
梅千代 - 山田スミ子
東山歌舞練場で舞妓に踊りなどの指導をしている。
君ふく - 中川佳永
小まめ - 吉沢優希
隆夫 - 俊藤光利
喫茶店「ぽっちり」のマスター。彩乃とは幼馴染である。
丸山健也 - 永野宗典
隆夫の写真仲間で、隆夫の不在中の「ぽっちり」でマスターを務めている。東京都出身。愛称は丸ちゃん。
橋本（妻） - 谷広子
「水嶋」に後払いで着物を売ってくれていた橋本呉服店の店主の妻。店主である夫が株に手を出した影響で経営難となり店を手放すことになり、蔵田呉服に買収された。
佐藤孝二 - 稲健二
林金融株式会社の営業。「水嶋」が京都振興財団に借りていた3000万円の借金を肩代わりし、借金の取立てを行う。
掘田 - 萩野崇
堀田ファンドの社長。通って居た大学と会社を興した場所は東京都だった、出身は京都府で、京都に貢献したいとの理由で透の個展のスポンサーとなった。
坂田利夫
「水嶋」の常連客。
大木ひびき
「水嶋」の常連客。
竹内 - 吉田ヒロ
「水嶋」の常連客。
高島 - 青野敏行
「水嶋」の常連客。菊乃に頼まれて、お座敷で堀田にからまれた彩乃を救う手助けをした。
久保川浩志 - 佐川満男
山川豊 - 山川豊（本人役、友情出演）
「水嶋」への訪問客。お座敷で自身の持ち歌でこのドラマの主題歌である「ニューヨーク物語り」を扇子片手に歌ったり、彩乃と野球拳をしたりした。

## 主題歌
山川豊「ニューヨーク物語り」（EMIミュージック・ジャパン）
山川が同枠の主題歌を担当するのは通算4回目（全てMBS製作分）で、2008年現在では最多となる。作詞・作曲はシャ乱Qのつんく♂

## スタッフ
- 脚本 - 石原武龍、末安正子、倉沢奈都子
- 音楽 - 栗山和樹
- プロデューサー - 川上裕、古賀敏仁（東通企画）、岡田広祥（東通企画）
- 演出 - 皆元洋之助（東通企画）、中村和宏（MBS企画）
- 制作協力 - 東通企画
- 製作著作 - 毎日放送